# Elektrotehnika
Elektrotehnika je primijenjena znanost čije je polje istraživanja teorija i praksa proizvodnje, prijenosa i uporabe električne energije. 
Elektrotehnika kakvu je danas poznajemo ima duboke korijene u elektromagnetizmu koji je neodvojivi dio fizike. U samim početcima elektrotehnika se dijelila na područje "jake" i "slabe" struje. Brzim razvojem elektrotehnike unutar sveprisutnog znanstvenog i tehnološkog napretka, u elektrotehnici danas razlikujemo nešto određenija područja rada i istraživanja gdje možemo spomenuti, na primjer, područja:  
- Elektroenergetika
- Elektronika
- Elektroakustika
- Električne mreže i četveropoli
- Radiokomunikacije
- Telekomunikacije

## Povijest
Još u Antici su Grci zapazili (Tales) kako jantar (vrsta fosilne smole) natrt krpom privlači lagana tijela (komadiće slame, perja i sl.), dok su Kinezi poznavali i za orijentaciju kod putovanja rabili magnetsku iglu.
Dulje vrijeme nakon toga nije bilo zapisa o istraživanjima električnih i magnetskih pojava. Tek je Francuz Pierre Maricourt (lat. Petrus Peregrinus) 1269. opisao svoja proučavanja magnetskih djelovanja, a godine 1551. Talijan Girolamo Cardano, uspoređujući djelovanja željezne rude i jantara, naznačio je razlike između magnetskih i električnih sila.
Godine 1663. Nijemac Otto von Guericke izradio je prvu napravu za elektriziranje (trenjem sumporne kugle o svileni rubac), no on tu pojavu nije znao objasniti.
Godine 1729. Englez Stephen Grey utvrdio je da neke tvari imaju sposobnost provođenja elektriciteta, a druge ne. Danas jedne zovemo vodiči a druge izolatori.
Primijetivši da se elektrizirani stakleni predmeti međusobno odbijaju, a privlače elektrizirane predmete od jantara, Francuz Charles François de Cisternay du Fay je godine 1734. pretpostavio dvije vrste elektriciteta, koje je nazvao staklasti i smolasti elektricitet.
Godine 1745. u Leidenu (Nizozemska) napravljen je prvi spremnik elektriciteta – električni kondenzator, nazvan leidenska boca.
Amerikanac Benjamin Franklin uveo je pojmove pozitivnog i negativnog električnog naboja te je uočio činjenicu da trenjem nastaju jednake količine pozitivnog i negativnog naboja.
Godine 1785. Francuz Charles-Augustin de Coulomb izveo je izraz za silu između dvaju naboja, pokazujući da je iznos sile obrnuto razmjeran kvadratu njihove udaljenosti (Coulombov zakon).
Godine 1796. Talijan Alessandro Volta uočio je da se, osim trenjem, pozitivni i negativni naboji mogu razdvojiti i kemijski, između dvaju raznih metala uronjenih u vodljivu tekućinu. Umetanjem srebra i cinka u otopinu soli on je 1800. predstavio prvi kemijski izvor elektriciteta (Voltin članak).
Godine 1820. Danac Hans Christian Ørsted prvi je povezao elektricitet i magnetizam, pokazujući da se magnetska igla otklanja u blizini vodiča kroz koji protječe električna struja.
Godine 1820. Francuz André-Marie Ampère formulira izraz za izračun sile između paralelnih vodiča kroz koje protječe struja.
Godine 1826. Nijemac Georg Simon Ohm formulirao je zakon o odnosu električnog napona i struje, kojim se definira električni otpor (Ohmov zakon).
Godine 1834. Nijemac Heinrich Lenz pokazao je da se inducirani napon suprotstavlja uzroku koji ga je izazvao.
Godine 1841. Englez James Prescott Joule formulira zakon o toplinskom djelovanju električne energije.
Godine 1845. Nijemac Gustav Robert Kirchhoff formulirao je osnovne zakone strujnih krugova.
Godine 1865. Škot James Clerk Maxwell postavio je jedinstvenu teoriju elektromagnetskog polja koje se širi prostorom kao elektromagnetski val.
Godine 1888. Nijemac Heinrich Rudolf Hertz proveo je elektromagnetske valove, potvrdivši Maxwellovu teoriju i postavivši temelje bežičnog prijenosa signala.
Godine 1897. Englez William Thomson pokusima je utvrdio da se električna struja sastoji od elektrona koji su sastavni dio svakog atoma.
Spoznajom da se elektron može izbaciti iz atoma i propustiti u obliku struje kroz zrakopraznu elektronsku cijev započinje razvoj elektronike.

## Značaj
Današnji je život teško zamisliti bez primjene elektrotehnike. Ona ulazi u sve dijelove naše svakodnevnice: od rasvjete, radija i televizije, preko industrijskih i transportnih sustava, do komunikacija i računala.